# Marie-Rosalie Vanloo

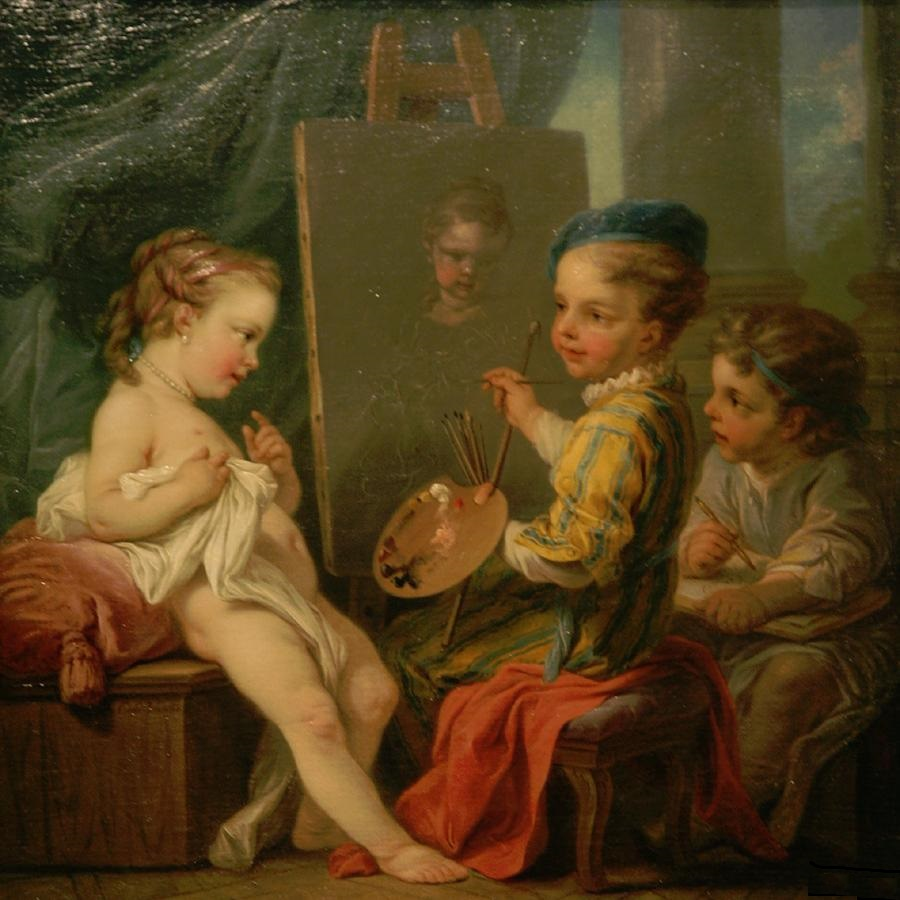
Carle Vanloo: Marie-Rosalie wird von ihren Brüdern gemalt, um 1750

Marie-Rosalie Vanloo, auch Marie Rosalie Van Loo, (1737 vermutlich in Paris – 22. März 1762 ebenda) war ein französisches Mitglied und Modell der Malerfamilie Vanloo.

## Leben
Marie-Rosalie Vanloo wurde 1737 als einzige, das Erwachsenenalter erreichende, Tochter des französischen Hofmalers Charles-André Vanloo und seiner Frau Anne-Marie-Christine de Somis vermutlich in Paris geboren. Von der frühen Kindheit an diente sie dem Vater, den Brüdern und den Familienangehörigen als Modell, wobei die sie darstellenden  Zeichnungen, Pastelle und Ölgemälde auch öffentlich, so im Pariser Salon von 1760 ausgestellt wurden.
1758 heirate Marie-Rosalie am 11. September 1758 in der Kirche St. Germain-l’Auxerrois den in der Rue Coquillère wohnenden Inspecteur générale des Postes Benoît Bron, der 1793 in das administrative Direktorium der Post berufen wurde. Die Hochzeit stand unter dem Patronat der Madame de Pompadour, die als Trauzeugin den Ehekontrakt vom 20. August mitunterzeichnet hatte. Auf der Liste er Hochzeitsgäste finden sich neben der Madame de Pompadour und der Marie Thérèse Rodet Geoffrin  Künstler, darunter Graf Caylus, Charles-Nicolas Cochin der Jüngere, Dandre-Bardon, Souffrot und Kunstliebhaber wie Ange Laurent Lalive de Jully.
Bis 1761 brachte Marie-Rosalie zwei Töchter zur Welt, die noch 1765 bezeugt sind. Von der Geburt der zweiten Tochter erholte sich Marie-Rosalie nicht mehr. Sie starb am 22. März 1762 an den Komplikationen der Geburt, vermutlich an einer Lungentuberkulose. Vom dritten Januar 1762 ist ein Brief Marie-Anne Vanloos erhalten, der sich schmerzlich mit dem Dahinsiechen ihrer Cousine infolge eines Lungenleidens befasst.

## Darstellungen (Auswahl)
- Charles André Vanloo: Porträt der Marie-Rosalie Vanloo im Alter von drei Jahren, Sammlung Schloss Drottningholm
- Charles André Vanloo: Porträt der Marie-Rosalie Vanloo im Alter von vier Jahren mit Trauben, Öl auf Leinen, Privatsammlung, Auktion bei Tajan, Paris, 20. Juni 2012.
- Charles André Vanloo: La Peinture, Öl auf Leinen, J. Paul Getty Museum
- Charles André Vanloo: Porträt der Marie-Rosalie Vanloo (Bust of a Young Girl), Kreide gehöht, Metropolitan Museum of Art
- Louis-Marin Bonnet nach Charles André van Loo: Porträt der Marie-Rosalie Vanloo (Bust of a Young Girl), Radierung in Kreidemanier, Metropolitan Museum
- Louis-Michel van Loo: Marie-Rosalie mit Maske, 1758, ausgestellt im Pariser Salon von 1760. Öl auf Leinen, Privatsammlung.